# Lisa Rinna
Lisa Deanna Rinna (Medford, 11 luglio 1963) è un'attrice e conduttrice televisiva statunitense, nota per il ruolo di Billie Reed nella soap opera Il tempo della nostra vita e per il ruolo di Taylor McBride nel serial Melrose Place.

## Biografia
Nata in Oregon, dopo una serie di piccole apparizioni televisive e dopo aver recitato nel film tv Nick Fury, nel 1996 ottiene la parte di Taylor McBride in Melrose Place, ruolo che ha interpretato fino al 1998 (stagioni 5 e 6), dopo il licenziamento di Hunter Tylo, a tutt'oggi il ruolo che l'ha resa più nota. Parallelamente a Melrose Place ha interpretato Billie Reed nella soap opera Il tempo della nostra vita.
Dal 1997 è sposata con l'attore Harry Hamlin, con il quale ha avuto due figli e ha recitato nel film tv Sesso, bugie e inganni. Nel 1998 ha posato per la rivista Playboy al sesto mese di gravidanza. Ha condotto un talk show chiamato Soap Talk e un reality show che aveva come scopo riarredare case altrui (andato in onda in Italia su SKY Vivo). Nel 2009 ha nuovamente posato per la rivista Playboy, le sue foto sono apparse nel numero del mese di maggio.
Negli ultimi anni è apparsa in 8 semplici regole, Veronica Mars e Entourage e ha partecipato come concorrente a Dancing with the Stars. Nel 2010 ha partecipato come special guest star in un episodio di Big Time Rush nel ruolo di Brooke Diamond, madre di James.

## Filmografia

### Cinema
- Guerre di robot (Robot Wars), regia di Albert Band (1993)
- Posta del cuore (Good Advice), regia di Steve Rash (2000)

### Televisione
- La famiglia Hogan (The Hogan Family) – serie TV, 4 episodi (1990)
- Tradimento fatale (Life Before Kisses), regia di Lou Antonio – film TV (1991)
- Ai confini dell'aldilà (Shades of L.A.) – serie TV, episodio 1x12 (1991)
- Baywatch – serie TV, episodio 2x08 (1991)
- Il tempo della nostra vita (Days of Our Lives) – soap opera, 679 episodi (1992–1995, 2002–2003, 2012–2013, 2018)
- I sentieri della vita (Vanished), regia di George Kaczender – film TV (1995)
- Melrose Place – serie TV, 66 episodi (1996-1998)
- Nick Fury (Nick Fury: Agent of S.H.I.E.L.D.), regia di Rob Hardy – film TV (1998)
- Lezioni di nuoto (Another Woman's Husband), regia di Noel Nosseck – film TV (2000)
- 8 semplici regole (8 Simple Rules) – serie TV, episodio 2x10 (2004)
- Veronica Mars – serie TV, 3 episodi (2004-2005)
- Entourage – serie TV, episodio 4x03 (2007)
- Hannah Montana – serie TV, episodio 3x05 (2008)
- Community – serie TV, episodio 1x22 (2010)
- Big Time Rush – serie TV, episodio 2x16 (2011)
- Diario di una nerd superstar (Awkward.) – serie TV, episodio 4x10 (2014)
- CSI - Scena del crimine (CSI: Crime Scene Investigation) – serie TV, episodio 15x17 (2015)
- The Middle – serie TV, episodio 9x03 (2017)
- This Close – serie TV, episodio 2x03 (2019)
- Days of Our Lives: Beyond Salem – soap opera, 5 episodi (2021)
- The Shrink Next Door – miniserie TV, episodi 1x01-1x07 (2021)
- American Horror Stories – serie TV, episodio 3x03 (2023)

## Doppiatrici italiane
Nelle versioni in italiano dei suoi film, Lisa Rinna è stata doppiata da:
- Rita Baldini in Melrose Place, Nick Fury
- Valeria Perilli in Veronica Mars
- Anna Cesareni in CSI - Scena del crimine
- Maura Cenciarelli in American Horror Stories